# ももすももす
ももすももす（1995年〈平成7年〉9月11日 - ）は、日本のシンガーソングライター。メランコリック写楽の元メンバー。埼玉県川越市出身。身長163cm。
2024年からはエレクトログループ・天界ばたんきゅー、お笑いコンビ・天保ぷくちーとしても活動を開始する。

## 人物
幼少期からピアノを始める。中学生からギターを始めてコピーバンドを結成する。中学生のときはマキシマム ザ ホルモンをよく聴いていた。中高ではバンドだけでなく部活動もしていて、ソフトボール部でピッチャーをしていた。高校生のときはART-SCHOOL、Syrup 16gなどが大好きだった。大学の文学部で日本語を専攻する。
2015年4月にメランコリック写楽のボーカリスト"ももす"として活動をスタートさせ、2017年12月に同バンド解散。ももすの脱退を機に解散をしているが、バンドは学校に通っていたような感覚と語り、今もメンバーとは仲良しで交流がある。翌2018年に"ももすももす"としてソロ活動を開始。デュラン・デュランが好きで2回繰り返したと記事で語っている。ワンマンライブではサプライズとしてバンド時代の曲、メランコリック写楽の楽曲「ヨーロッパ返して」を演奏する。
好きな動物は猫。猫を飼っているが、猫アレルギーである。多頭飼育崩壊の現場から保護された雄の白猫・アルテミス（通称 アル）を迎え入れており、名前の由来は美少女戦士セーラームーンに登場する白猫から。アルテミスはももすももすの楽曲「猫とメリケンサック」などのMVにも出演している。
「うさぎの耳」という楽曲を出しているが、子どもの頃からうさぎはアレルギーで触れない。
夢はNHK紅白歌合戦出場と、通販番組への出演。
2022年12月、所属レーベルを日本コロムビアからEPICレコードジャパンへ移籍する。
2023年4月1日、【大切なお知らせ】と称し "本日から、「モモナ・ザ・タイヤキ」いう名前で、本格的にアイドル活動を始めることになりました。" と宣言するが、これはエイプリルフールの企画であった。SNSのユーザー名を モモナ・ザ・タイヤキ に変更し、「たい焼きは泳げない。」というテーマソングまで作成していた。しかし、旧Twitterの仕様により、ユーザー名を元に戻せなくなるトラブルに陥るが、同年4月19日に無事、アイドル引退を果たす。なお、引退の際にはBiSのnerveをカバーしている。翌年4月1日にも再び モモナ・ザ・タイヤキ に扮し、「セーラー服が脱げないの。」という楽曲を披露した。
2024年9月1日、ももす・ヒナノイズ・ハジメタルの三人から成る、エレクトログループ「天界ばたんきゅー」を始動。1stDEMO「クーニャン」を公開する。
2024年11月21日、坂口ちゃのと、ユーモアコンビ「天保ぷくちー」を結成。キングオブコント優勝を目指す。YouTubeに開設した「天保ぷくちー Official Channel」にて、毎週金曜19時より配信する「てんぷくラジオ」を開始。
2024年12月22日、ほげちゃん（ex. 禁断の多数決）と、コラボユニット「ほげちゃん×ももすももす」を結成し、最初で最後となるユニットライブを行う。コラボEP「生類憐みの例」を2025年にリリースすることを発表。

## 作品

### 配信限定
| #    | 発売日         | タイトル                                              | 規格品番   | レーベル             | 備考            |
| ---- | -------------- | ----------------------------------------------------- | ---------- | -------------------- | --------------- |
| 1st  | 2018年9月3日   | うさぎの耳(Demo Ver.)                                 | -          |                      | Spotifyにて配信 |
| 2nd  | 2020年6月17日  | プルシアンブルー (拾った貝殻 ver.)                    | COKM-42784 | TRIAD/日本コロムビア |                 |
| 3rd  | 2020年6月17日  | 火星よ、こんにちは (サイコキネシス ver.)              | COKM-42785 | TRIAD/日本コロムビア |                 |
| 4th  | 2021年2月22日  | ねんねこねんね                                        |            | TRIAD/日本コロムビア |                 |
| 5th  | 2021年3月24日  | アネクドット (ペルシャ猫ピアノ ver.) [2021.2.26 LIVE] |            | TRIAD/日本コロムビア |                 |
| 6th  | 2021年10月20日 | サーモクライン                                        |            | TRIAD/日本コロムビア |                 |
| 7th  | 2021年12月3日  | にゃごにゃご飛行船                                    |            | Allegro Moderato     |                 |
| 8th  | 2022年12月28日 | 宵待花                                                |            | Sony Music Labels    |                 |
| 9th  | 2023年4月19日  | まともじゃないのがちょうどいいの                      |            | Sony Music Labels    |                 |
| 10th | 2023年9月3日   | エソア -Ballad ver.                                   |            | Sony Music Labels    | [ 20 ]          |
| 11th | 2023年11月15日 | 猫とメリケンサック                                    |            | Sony Music Labels    |                 |

### タイアップ
| 楽曲                             | タイアップ | 収録作品                                         |
| -------------------------------- | --- | ------------------------------------------------ |
| 木馬                             | - 日本テレビ系「逢喜利」2月エンディングテーマ - 日本テレビ系「バズリズム02」Pick Up - 日本テレビ系「バゲット」2月エンディングテーマ - 関西テレビ「ちゃちゃ入れマンデー」2月度エンディングテーマ - 札幌テレビ「ジョシスタ あいく的」3月オープニングテーマ - 福島中央テレビ「二畳半レコード」3月エンディングテーマ | 1stシングル「木馬」                              |
| Confession                       | - TBS系テレビ「CDTV」2月度エンディングテーマ | 1stシングル「木馬」                              |
| アネクドット                     | - TOKYO MX他アニメ「旗揚!けものみち」エンディング・テーマ - 日本テレビ「バズリズム02」11月エンディング・テーマ - テレビ埼玉「マチコミ」12月度エンディングテーマ | 2ndシングル「アネクドット」                      |
| プルシアンブルー                 | - 日本テレビ系「ウチのガヤがすみません!」10月エンディングテーマ - テレビ埼玉「いろはに千鳥」エンディングテーマ | 2ndシングル「アネクドット」                      |
| 隕石                             | - 関西テレビ「和牛のギュウギュウ学園」エンディングテーマ - 日本テレビ系「オードリーさん、ぜひ会ってほしい人がいるんです。」3月エンディングテーマ - 日本テレビ系「バズリズム02」POWER PLAY | 1stアルバム「彗星吟遊」                          |
| 桜の刺繍                         | - 読売テレビ「浜ちゃんが!」エンディングテーマ - テレビ愛知「a-NN」3月度POWER PUSH - テレビ埼玉「V-Clips」3月オープニング曲 | 1stアルバム「彗星吟遊」                          |
| シャボン                         | - 関西テレビ「ちゃちゃ入れマンデー」5月度エンディングテーマ | 1stアルバム「彗星吟遊」                          |
| ねんねこねんね                   | - 日本テレビ系「バゲット」2月エンディングテーマ | 配信シングル「ねんねこねんね」                   |
| サーモクライン                   | - MBSテレビドラマ「どうせもう逃げられない」（2021年9月17日 - 11月12日）エンディング主題歌 |                                                  |
| にゃごにゃご飛行船               | - BS11「アニゲー☆イレブン」12月度エンディング | 配信シングル「にゃごにゃご飛行船」               |
| 宵待花（よいまちばな）           | - TOKYO MXテレビドラマ「恋活」（2022年12月27日 - 12月31日）挿入歌 - 関西テレビ「ちゃちゃ入れマンデー」2月度エンディングテーマ | 3rdシングル「エソア」                            |
| エソア                           | - テレビアニメ「魔王学院の不適合者Ⅱ〜史上最強の魔王の始祖、転生して子孫たちの学校へ通う〜」エンディングテーマ - tvk「音楽缶」2月オープニングテーマ | 3rdシングル「エソア」                            |
| エソア -Ballad ver.              | - テレビアニメ『魔王学院の不適合者Ⅱ〜史上最強の魔王の始祖、転生して子孫たちの学校へ通う〜』第9話エンディングテーマ | 配信シングル「エソア -Ballad ver.」              |
| 犬飼いたい                       | - 読売テレビ「今田耕司のネタバレMTG」2～3月度エンディングテーマ |                                                  |
| まともじゃないのがちょうどいいの | - MBSテレビドラマ「墜落JKと廃人教師」（2023年4月7日 - ）エンディング主題歌 | 配信シングル「まともじゃないのがちょうどいいの」 |
| 6を撫でる                        | - テレビアニメ『帰還者の魔法は特別です』エンディングテーマ（2023年10月7日 - ） | 4thシングル「6を撫でる」                         |
| 十二単と猫と宇宙。               | - テレビ東京系「ゴッドタン」12月度エンディングテーマ |                                                  |
| 猫とメリケンサック               | - 読売テレビ「川島・山内のマンガ沼」エンディングテーマ | 配信シングル「猫とメリケンサック」               |
|                                  | |                                                  |

## ライブ

### ワンマンライブ
| 年     | タイトル                                                 | 月日・会場                  | 備考     |
| ------ | -------------------------------------------------------- | --------------------------- | -------- |
| 2019年 | ももすももす「木馬」購入者特典ライブ                     | 4月28日・Future SEVEN       |          |
| 2019年 | ももすももすワンマンライブ〜HUEは鳴き続ける。〜          | 12月16日・TSUTAYA O-nest    |          |
| 2023年 | ももすももすワンマンライブ"黒猫会議"                     | 12月19日・下北沢SHELTER     | Sold Out |
| 2024年 | ももすももすワンマンライブ追加公演"矮星遊戯"             | 2月27日・下北沢CLUB251      |          |
| 2024年 | ももすももすワンマンライブ"にゃんにゃん区役所ももす係長" | 9月22日・下北沢シャングリラ |          |
|        |                                                          |                             |          |

### イベント・その他
| 年     | タイトル                                                                                          | 月日・会場                                   | 備考                                |
| ------ | ------------------------------------------------------------------------------------------------- | -------------------------------------------- | ----------------------------------- |
| 2018年 | 今日は何の日ライブ ～ジェラートの日篇～                                                           | 8月27日・TSUTAYA O-nest                      | メジャーデビュー発表                |
| 2018年 | TRIAD ROCKS Showcase 2018                                                                         | 9月6日・TSUTAYA O-WEST                       |                                     |
| 2019年 | EARNIE FROGs 東名阪ライブツアー2019 〜交叉点〜 東京編                                             | 1月19日・TSUTAYA O-Crest                     |                                     |
| 2019年 | LIVE SQUARE 2nd LINE pre. 『新春！三つ巴スリーマン』                                              | 1月29日・大阪 福島LIVE SQUARE 2nd LINE       |                                     |
| 2019年 | 川嶋志乃舞 ＆ 渋谷eggman 共同企画「ハイカラハーバーvol.13」〜BOYS and GIRLS〜                     | 3月1日・Shibuya eggman                       |                                     |
| 2019年 | CROSS FM presents A☆CROSS the MUSIC～UP-AND-COMERS～Vol.6                                         | 3月18日・福岡 ROOMS                          |                                     |
| 2019年 | ひつじウォーズ2019                                                                                | 4月7日・梅田 バナナホール                    |                                     |
| 2019年 | SAKAE SP-RING 2019                                                                                | 6月2日・栄 R.A.D                             |                                     |
| 2019年 | 徳島・野外フェス『Exciting Summer in WAJIKI'19』                                                  | 8月13日・大塚製薬徳島ワジキ工場 野外ステージ |                                     |
| 2019年 | TRY TRY NIICHE presents『ニーチェの秋祭り〜秋刀魚は滝を登らない〜』                               | 10月11日・下北沢ERA                          |                                     |
| 2019年 | FM AICHI presents「STAND UP！」                                                                   | 10月12日・名古屋 ell. FITS ALL               | 台風19号の接近に伴い公演中止        |
| 2019年 | FM802 30PARTY Eggs presents MINAMI WHEEL 2019                                                     | 10月13日・アメリカ村 BEYOND                  | 台風19号の接近に伴い公演中止        |
| 2019年 | NEW SINGLE「アネクドット」発売記念 FM OH!「ももすももす伝！」公開録音・ミニアコースティックライブ | 11月30日・タワーレコード大阪梅田マルビル店   |                                     |
| 2020年 | FM大阪主催「LIVE SDD 2020」                                                                       | 2月15日・大阪城ホール                        |                                     |
| 2020年 | 「彗星吟遊」発売記念インストアライブ                                                              | 3月8日・タワーレコード梅田大阪マルビル店     | 新型コロナの影響により開催中止      |
| 2020年 | 「彗星吟遊」発売記念インストアライブ                                                              | 3月22日・タワーレコード新宿店                | 新型コロナの影響により開催中止      |
| 2020年 | FM AICHI presents「STAND UP！」                                                                   | 3月14日・名古屋 ell. FITS ALL                | 新型コロナの影響により公演中止      |
| 2020年 | ひつじウォーズ2020                                                                                | 3月29日・梅田 Zeela                          | 新型コロナの影響により出演中止      |
| 2021年 | 無料配信ミニライブ「隣の芝生が赤い」                                                              | 2月26日・YouTube                             | 配信                                |
| 2021年 | 無料配信ミニライブ「お刺身の向こう岸」                                                            | 4月23日・YouTube                             | 配信                                |
| 2022年 | Singin’ In The Moonlight vol.8                                                                    | 5月31日・duo MUSIC EXCHANGE                  |                                     |
| 2022年 | 東心斎橋5会場サーキットイベント MIKKE!! MIKKE!! MIKKE!!                                           | 7月31日・心斎橋 MUSE BOX                     | 体調不良により出演中止              |
| 2023年 | 「エソア」発売記念リリースイベント ミニライブ                                                     | 2月4日・HMVエソラ池袋                        |                                     |
| 2023年 | 「エソア」発売記念リリースイベント ミニライブ                                                     | 2月5日・タワーレコード川崎店                 |                                     |
| 2023年 | 「エソア」発売記念リリースイベント ミニライブ                                                     | 2月15日・HMV&BOOKS SHIBUYA 5F                |                                     |
| 2023年 | 「エソア」発売記念リリースイベント ミニライブ                                                     | 2月19日・タワーレコード横浜ビブレ店          |                                     |
| 2023年 | 「エソア」発売記念リリースイベント ミニライブ                                                     | 2月22日・タワーレコード梅田NU茶屋町店        |                                     |
| 2023年 | 「エソア」発売記念リリースイベント ミニライブ                                                     | 2月23日・アスナル金山/あすなる！広場         | 須田亜香里xASUNAL TREASURE 公開録音 |
| 2023年 | 「エソア」リリース記念YouTube LIVE「ももすとほげのちょこっと忘年会!?」                            | 2月14日・YouTube                             | 配信                                |
| 2023年 | OGIKUBO IN THE ZOO#DAY1                                                                           | 6月29日・荻窪 TOP BEAT CLUB                  | 憂鬱制限として出演                  |
| 2024年 | メランコリック写楽 解散ライブ vol.1「やさしい火星移住」東京編                                     | 3月20日・下北沢CLUB Que                      |                                     |
| 2024年 | メランコリック写楽 解散ライブ vol.1「やさしい火星移住」大阪編                                     | 3月31日・大阪 福島LIVE SQUARE 2nd LINE       |                                     |
| 2024年 | メランコリック写楽 解散ファンミーティング「火星探査計画」                                         | 3月31日・大阪 福島LIVE SQUARE 2nd LINE       |                                     |
| 2024年 | メランコリック写楽 解散ライブvol.i「図解！火星の歩き方」                                          | 4月13日・新代田FEVER                         |                                     |
| 2024年 | アーバンギャルド presents 鬱フェス2024                                                            | 9月16日・川崎CLUB CITTA'                     |                                     |
| 2024年 | ももすとほげの大宴会                                                                              | 12月22日・新宿ロフトプラスワン               |                                     |
|        |                                                                                                   |                                              |                                     |

## 出演

### ラジオ番組
- ももすももすの夜間遊泳（2019年4月 - 2019年6月、エフエム富士）[62]
- ももすももす伝!（2019年7月 - 2019年12月、エフエム大阪）[63]
- Tresen（2019年2月26日、2021年11月2日、2023年2月7日・11月20日、FMヨコハマ）
- NANIWAdelic RADIO（2021年2月2日～2月5日、2023年2月27日～3月2日、エフエム大阪）
- たっちゃんしんちゃんのごきげんラジオ（2021年4月15日、FMヨコハマ）※FMヨコハマ Tresen内コーナー
- Voice Media Talk（2023年1月24日、FMヨコハマ）
- ×music（2023年2月13日、ZIP-FM）
- Hyper Night Program GOW!!（2023年2月16日、エフエム福岡）
- music×serendipity（2023年2月20日、LOVE FM）
- FAV FOUR（2023年2月20日、NACK5）
- シャカリキ（2023年2月22日、Kiss FM KOBE）
- LOVE FLAP（2023年2月22日、エフエム大阪）
- キャッチ！（2023年2月22日、エフエム滋賀）
- Blissful Time（2023年2月23日、 ZIP-FM）
- bre：eze （2023年2月23日、TOKAI RADIO）
- Ｍラジ Music Treasures α（2023年2月23日、MBSラジオ）
- FRIDAY SPECIAL BAYSYDE SHOCK（2023年2月24日、CROSS FM）
- 須田亜香里 × ASUNAL TREASURE（2023年2月24日、エフエム愛知）
- Mタウン（2023年2月27日、MBSラジオ）※コメントO.A.
- ABCミュージックパラダイス（2023年2月28日、ABCラジオ）※コメントO.A.
- AFTERNOON COLORS（2023年3月2日、エフエム愛知）
- 内田理央のレコメン！FRIDAY（2023年3月3日、文化放送）
- HIT STREET（2023年3月10日、エフエム大阪）※コメントO.A.
- MUSIClock（2023年2月28日・4月17日、interfm）
- HITS! THE TOWN（2023年12月2日、NACK5）
- YAMABICO（2023年12月3日、FMヨコハマ）

### テレビ番組
- バズリズム02（日本テレビ系、2019年2月8日・11月22日、2020年3月27日、2021年3月5日、2024年1月12日）
- FULL CHORUS ～音楽は、フルコーラス～（BSスカパー!、2019年2月11日）
- 吉田山田のドレミファイル♪（テレビ神奈川、2019年11月9日）
- マチコミ（テレビ埼玉他、2019年11月12日）
- Tune（フジテレビ、2020年3月7日、2021年2月25日、2023年2月2日・2月9日・11月23日・11月30日）
- 関内デビル（テレビ神奈川他、2021年11月2日、2023年2月13～2月17日、2023年11月13日～11月17日）
- AMP（2023年2月13日、鹿児島読売テレビ）※コメントO.A.
- バリはやッ！ZIP（2023年2月1５日、福岡放送）※コメントO.A.
- MM-TV（MBS 毎日放送、2023年5月15日・5月18日・5月19日・5月21日）

### テレビアニメ
- 旗揚!けものみち（TOKYO MX他、2019年12月11日、第11話） - 巨大オクトパス 役

### テレビドラマ
- 墜落JKと廃人教師（MBS 毎日放送他、2023年5月18日、第7話）- 桃子先生 役

### 連載コラム
- ももすももすの『きゅうりか、猫か。』（2021年12月25日 - 2024年2月25日、OK Music）[64]